# Consul diffusus
Consul diffusus är en fjärilsart som beskrevs av Embrik Strand 1921. Consul diffusus ingår i släktet Consul och familjen praktfjärilar. Inga underarter finns listade i Catalogue of Life.